# Ждрило
Ждрило (хорв. Ždrilo) — населений пункт у Хорватії, у Задарській жупанії у складі громади Поседар'є.

## Населення
Населення за даними перепису 2011 року становило 116 осіб.